# Петролеум (округ)
Округ Петролеум (англ. Petroleum County) располагается в штате Монтана, США. Официально образован в 1925 году. По состоянию на 2013 год, численность населения составляла 506 человек.

## География
По данным Бюро переписи США, общая площадь округа равняется 4 335,664 км2, из которых 4 286,454 км2 суша и 49,210 км2 или 1,100 % это водоёмы.

## Население
По данным переписи населения 2010 года в округе проживает 494 жителя в составе 225 домашних хозяйств и 143 семьи. Плотность населения составляет 0,11 человек на км2. На территории округа насчитывается 324 жилых строений, при плотности застройки около 0,07-ти строений на км2. Расовый состав населения: белые — 98,80 %, представители других рас — 1,20 %. Испаноязычные составляли 1,00 % населения независимо от расы.
В составе 27,10 % из общего числа домашних хозяйств проживают дети в возрасте до 18 лет, 55,10 % домашних хозяйств представляют собой супружеские пары проживающие вместе, 4,00 % домашних хозяйств представляют собой одиноких женщин без супруга, 36,40 % домашних хозяйств не имеют отношения к семьям, 35,10 % домашних хозяйств состоят из одного человека, 16,00 % домашних хозяйств состоят из престарелых (65 лет и старше), проживающих в одиночестве. Средний размер домашнего хозяйства составляет 2,20 человека, и средний размер семьи 2,83 человека.
Возрастной состав округа: 22,90 % моложе 18 лет, 5,00 % от 18 до 24, 17,00 % от 25 до 44, 34,20 % от 45 до 64 и 34,20 % от 65 и старше. Средний возраст жителя округа 47.3 лет. На каждые 100 женщин приходится 117,60 мужчин. На каждые 100 женщин старше 18 лет приходится 121,50 мужчин.
Средний доход на домохозяйство в округе составлял 40 682 USD, на семью — 51 563 USD. Среднестатистический заработок мужчины был 29 911 USD против 23 125 USD для женщины. Доход на душу населения составлял 22 328 USD. Около 8,30 % семей и 13,20 % общего населения находились ниже черты бедности, в том числе — 19,60 % молодежи (тех, кому ещё не исполнилось 18 лет) и 5,80 % тех, кому было уже больше 65 лет.